# Petits Plats en équilibre
Petits Plats en équilibre est une émission de télévision française culinaire présentée par Laurent Mariotte et diffusée sur TF1 du lundi au vendredi à 11 h 45 puis après le Journal de 13 heures depuis le 10 novembre 2008. À partir de 2020, elle est également diffusée après le Journal de 20 heures[réf. nécessaire]. Elle dure environ deux minutes.

## L'émission
Lors de chaque émission, Laurent Mariotte présente un plat de saison (entrée, plat principal ou dessert) et en explique sa préparation. L'émission est soit tournée dans une salle à Cachan, soit en extérieur.

## Invités
Parfois, certaines personnalités sont reçues sur l'émission ; certaines sont recensées ci-dessous :
- 27 juillet 2013 : Reine Sammut
- 11 novembre 2013 : Carole Rousseau
- 9 décembre 2013 : Jean-Luc Reichmann
- 4 avril 2014 : Évelyne Dhéliat
- 17 août 2014 : Yannick Delpech
- 9 février 2015 : Évelyne Dhéliat, Jean-Luc Reichmann, Jean-Pierre Pernaut
- 23 février 2015 : Annie Cordy
- 2 mars 2015 : Guy Martin, Bruno Doucet
- 6 avril 2015 : Jacques Génin
- 9 novembre 2015 : Karine Ferri (semaine spéciale pour les 7 ans de l'émission)
- 10 novembre 2015 : Christophe Beaugrand (semaine spéciale pour les 7 ans de l'émission)
- 11 novembre 2015 : Jean-Marc Généreux (semaine spéciale pour les 7 ans de l'émission)
- 12 novembre 2015 : Denis Brogniart (semaine spéciale pour les 7 ans de l'émission)
- 13 novembre 2015 : Sandrine Quétier (semaine spéciale pour les 7 ans de l'émission)
- 14 décembre 2015 : Olivier Poels
- 4 janvier 2016 : Bénabar
- 1er février 2016 : Jean-Marie Bigard[3]
- 11 février 2016 : Serge Riaboukine
- 15 février 2016 : Iris Mittenaere
- 29 février 2016 : Sonia Ezgulian
- 11 juin 2018 : Jean-François Piège[4]
- 21 juin 2018 : Frédéric Calenge[5]
- 15 décembre 2018 : Dave[6] (émission spéciale Noël)
- 19 décembre 2018 : Alain Ducasse[6] (émission spéciale Noël)
- 26 avril 2019 : Christian Constant[7]
- 6 mai 2019 : Elsa Fayer
- 14 novembre 2019 : Jeff Panacloc (11 ans de l'émission)
- 17 mai 2021 : Pascale de La Tour du Pin
- 6 août 2021 : Jean-Pierre Foucault
- 21 novembre 2021 : Jean-Pierre Pernaut
- 10 novembre 2022 : Marie-Sophie Lacarrau
- 25 mai 2025 : Christophe Beaugrand et Dominique Duforest (promotion de Secret Story 13)